# (18493) Демолеон
(18493) Демолеон (лат. Demoleon) — типичный троянский астероид Юпитера, движущийся в точке Лагранжа L5, в 60° позади планеты. Астероид был открыт 17 апреля 1996 года бельгийским астрономом Эриком Эльстом в обсерватории Ла-Силья и назван в честь одного из защитников Трои.

Орбита астероида Демолеон и его положение в Солнечной системе